# جوئل کمپل
جوئل ناتانائیل کمپل ساموئلز (انگلیسی: Joel Nathaniel Campbell Samuels؛ زاده ۲۶ ژوئن ۱۹۹۲) بازیکن فوتبال اهل کاستاریکا است.
وی همچنین در تیم ملی فوتبال کاستاریکا بازی کرده‌است.